# EDSFF
EDSFF (Enterprise and Datacenter Storage Form Factor) ist ein von der EDSFF-Arbeitsgruppe entwickelter Standard für die Formfaktoren von Solid-State-Laufwerken (SSDs) für Unternehmens- und Rechenzentren.
EDSFF definiert verschiedene Größen und Formen von SSDs, einschließlich der Formfaktoren E1.L(long), E1.S(short), E2.L und E3. Diese Formfaktoren bieten unterschiedliche Größen und Leistungsanforderungen, die es den SSDs ermöglichen, eine Vielzahl von Anwendungen und Umgebungen zu bedienen.
EDSFF ist darauf ausgerichtet, die Herausforderungen anzugehen, denen Rechenzentren gegenüberstehen, wie beispielsweise die Erhöhung der Speicherdichte, die Reduzierung des Stromverbrauchs und die Verbesserung der Kühlungseffizienz. Durch die Bereitstellung eines Standardformfaktors ermöglicht EDSFF eine bessere Interoperabilität zwischen den SSDs verschiedener Hersteller, was die Integration vereinfacht und die Kosten für die Betreiber von Rechenzentren reduziert.
Insgesamt bietet EDSFF einen standardisierten Ansatz für das Design von SSDs, der den Anforderungen von Unternehmens- und Rechenzentren entspricht und gleichzeitig Innovation und Wettbewerb auf dem SSD-Markt fördert.
Standardisiert werden dabei sowohl verschiedene Gehäusegrößen als auch die mechanische (SFF-TA-1002) und elektrische Schnittstelle (SFF-TA-1009 - PCIe), gedacht ist der Anschluss an für SSDs gebräuchliche PCIe x4 oder x8 Schnittstellen (4 oder 8 Lanes)
- E1: Höhe 38 mm, passen vertikal in Gehäuse mit 1 Höheneinheit, siehe auch E1-Formfaktor
- E2 und E3: Höhe 76 mm, passen vertikal in Gehäuse mit 2 Höheneinheiten
- es gibt lange (Suffix L) und kurze Baumformen (Suffix S)
- zusätzlich werden verschiedene Dicken standardisiert (zwischen 9,5 und 17 mm)

## Entwicklungsgeschichte
- 2017: EDSFF Group formiert
- 2018: Veröffentlichung von SFF 1.0 SFF-TA-1006--> E1.S; SFF-TA-1007 --> E1.L; SFF-TA-1008 --> E3
- 2019: OCP Storage Workgroup Diskussion zum Einsatz von EDSFF
- 2020: Update E3
- 2025: E2 Formate --> SFF-TA-1042